# Chiesa di Santa Maria delle Grazie (Zafferana Etnea)
La chiesa di Santa Maria delle Grazie è una chiesa di Zafferana Etnea, filiale della chiesa madre.

## Storia
La costruzione originale era in legno su una proprietà privata, e venne iniziata dopo il terremoto del 1818, che aveva reso inagibile la chiesa madre Santa Maria della Provvidenza. In seguito cominciarono i lavori definitivi, che non furono però ultimati, lasciando così la chiesa incompleta. Un recente intervento di completamento e restauro ha permesso di aprirla al culto, consacrata l'8 dicembre 1995 dall'arcivescovo emerito di Catania Luigi Bommarito.

## Esterno
Nella facciata, in stile liberty, si trova una nicchia che ospita una statua in pietra bianca della Madonna delle Grazie.
Al di sopra del portale, all'interno di una cornice semicircolare, si trova un altorilievo raffigurante due angeli che sostengono la "M" di Maria.
La facciata è suddivisa in tre parti, separate tra di loro da paraste con inserti liberty; la porzione centrale presenta il portale d'ingresso e culmina nella croce, quelle laterali si elevano per finire a destra nella torretta dell'orologio, e a sinistra nella torre campanaria.
Quest'ultima possiede una particolarità: le due campane suonano a slancio, ovvero è tutta la campana ad oscillare e non solo il batacchio, come invece avviene di norma.

## Interno e opere
L'interno si sviluppa in un'unica navata a copertura lignea.
L'altare maggiore ospita, su una mensola marmorea, la statua lignea della Madonna delle Grazie.
Nella parete destra si trovano un dipinto che raffigura la Visitazione di Maria a santa Elisabetta e la statua del Sacro Cuore di Gesù; nella parete sinistra, invece, un dipinto raffigurante l'Annunciazione e una statua di san Mauro abate.

## Feste
- 13 giugno: Sant'Antonio di Padova.
- 2 luglio: Maria Santissima delle Grazie.

## Galleria d'immagini

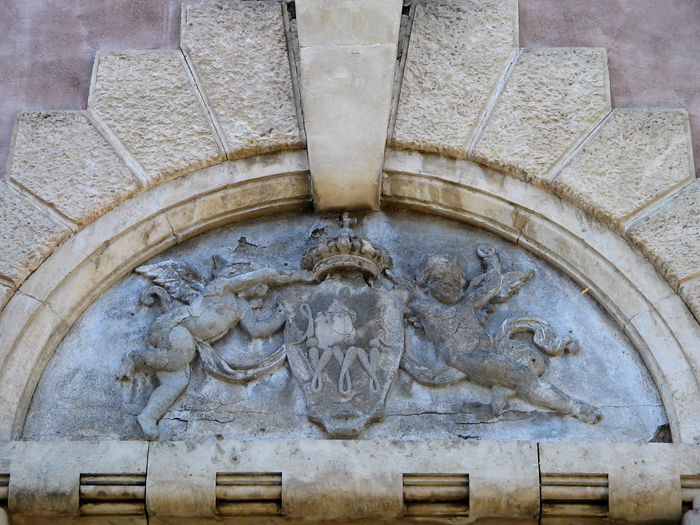
Rilievo del portale d'ingresso.
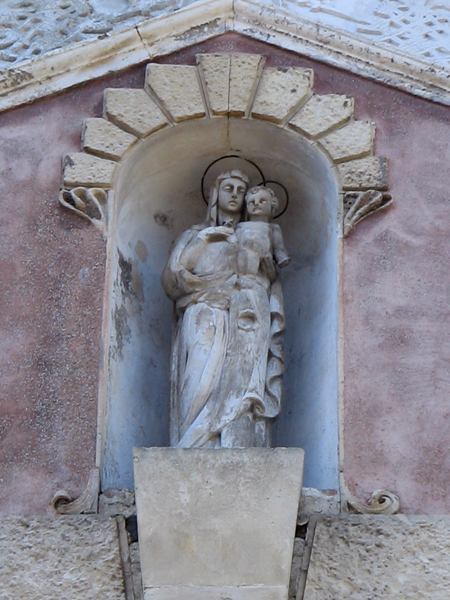
Capitello votivo della Madonna delle Grazie.
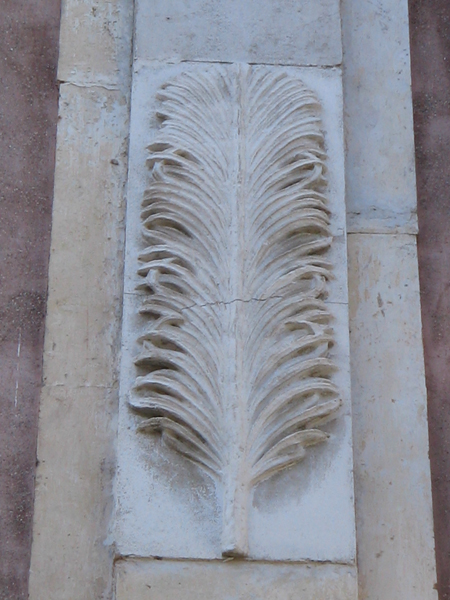
Decorazione liberty della facciata.
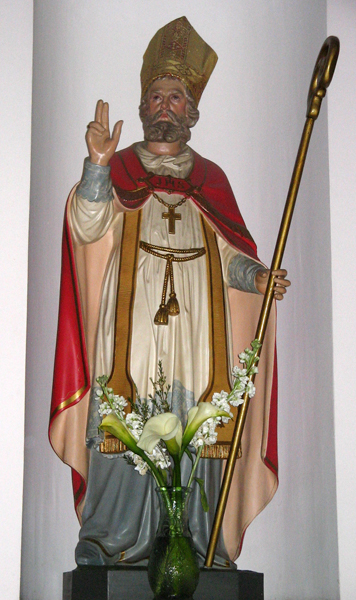
Statua di san Mauro abate.
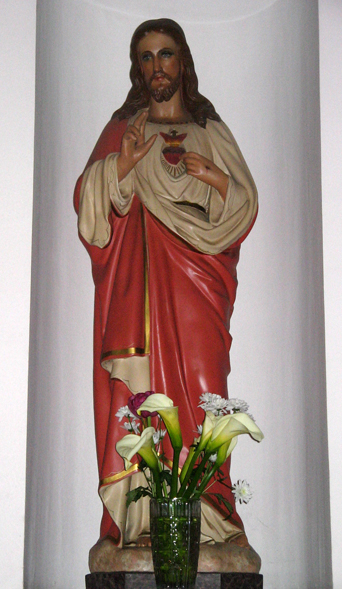
Statua del Sacro Cuore di Gesù.
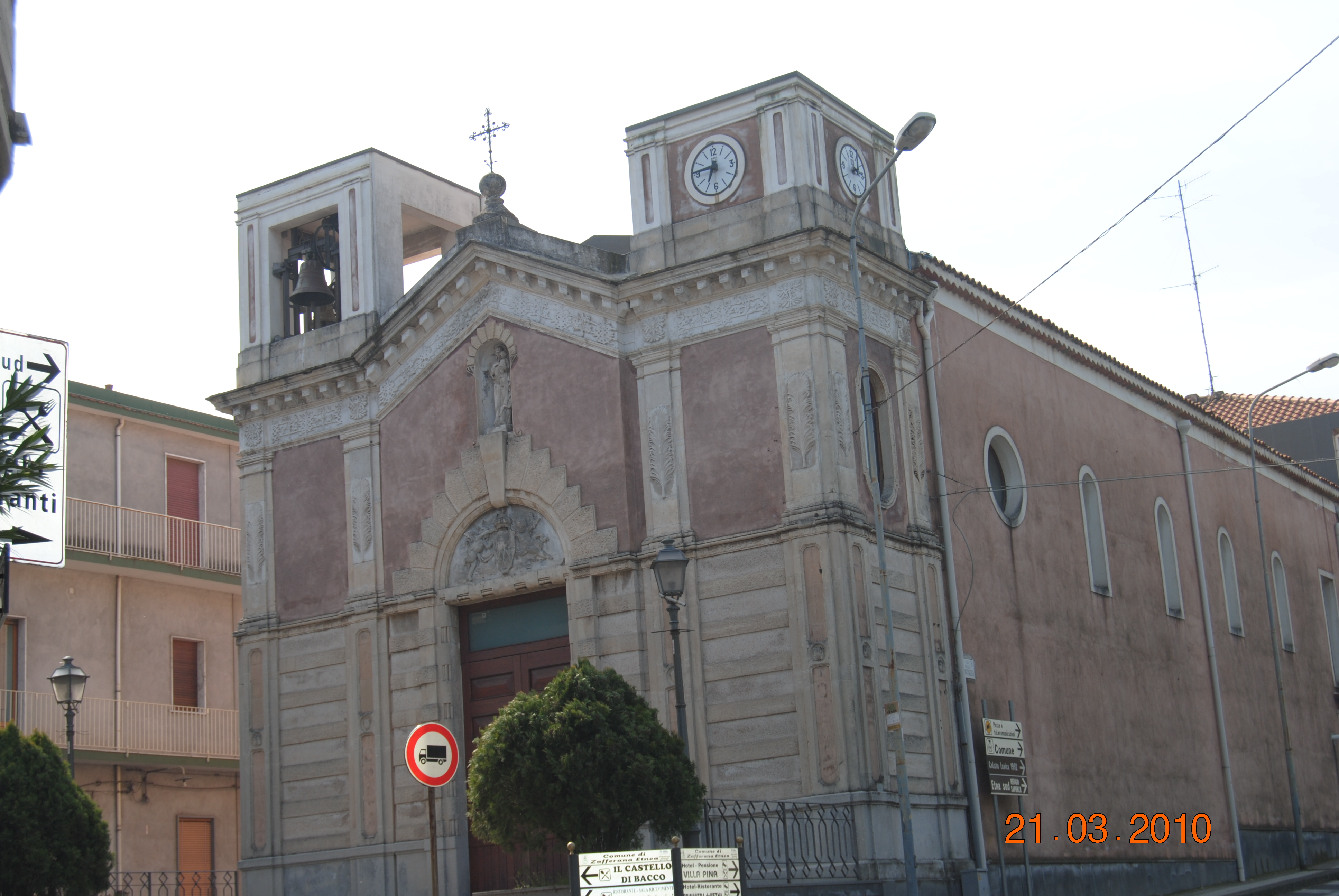
Prospetto della chiesa.